# کوربیر، سوئیس
کوربیِر (به فرانسوی: Corbières)(به آرپیتان: Corbiéres) یک شهر و شهرداری است که در بخش گرویر کانتون فریبورگ در کشور سوئیس واقع شده است. در ۱ ژانویه ۲۰۱۱ شهرداری سابق ویلاروولار به دستور دولت محلی کانتون فریبورگ منحل شد و زمین‌های آن با کوربیر ادغام شد.
پیشینه شکل‌گیری کوربیر به قرون وسطی باز می‌گردد. نام این شهر برای اولین بار در اسناد ثبت شده در سال ۱۱۱۵ ذکر شده است. تا اواسط قرن بیستم این شهر با نام آلمانی کوربرس نامیده می‌شد، اما این نام دیگر استفاده نمی‌شود.
موقعیت جغرافیایی کوربیر در مرکز کانتون فریبورگ در غرب کشور سوئیس قرار دارد. جمعیت این شهر در پایان سال ۲۰۱۸ بالغ بر ۸۹۸ نفر بوده است. رود سرین از حاشیه این شهر عبور می‌کند.